# Berlicum
À ne pas confondre avec Berlikum
Berlicum est un village situé dans la commune néerlandaise de Saint-Michel-Gestel, dans la province du Brabant-Septentrional. Le 1er janvier 2009, le village comptait environ 9 743 habitants, en y incluant les habitants de Middelrode.

## Histoire
Berlicum a été une commune indépendante jusqu'au 1er janvier 1996, date de son rattachement à la commune de Saint-Michel-Gestel.

## Galerie

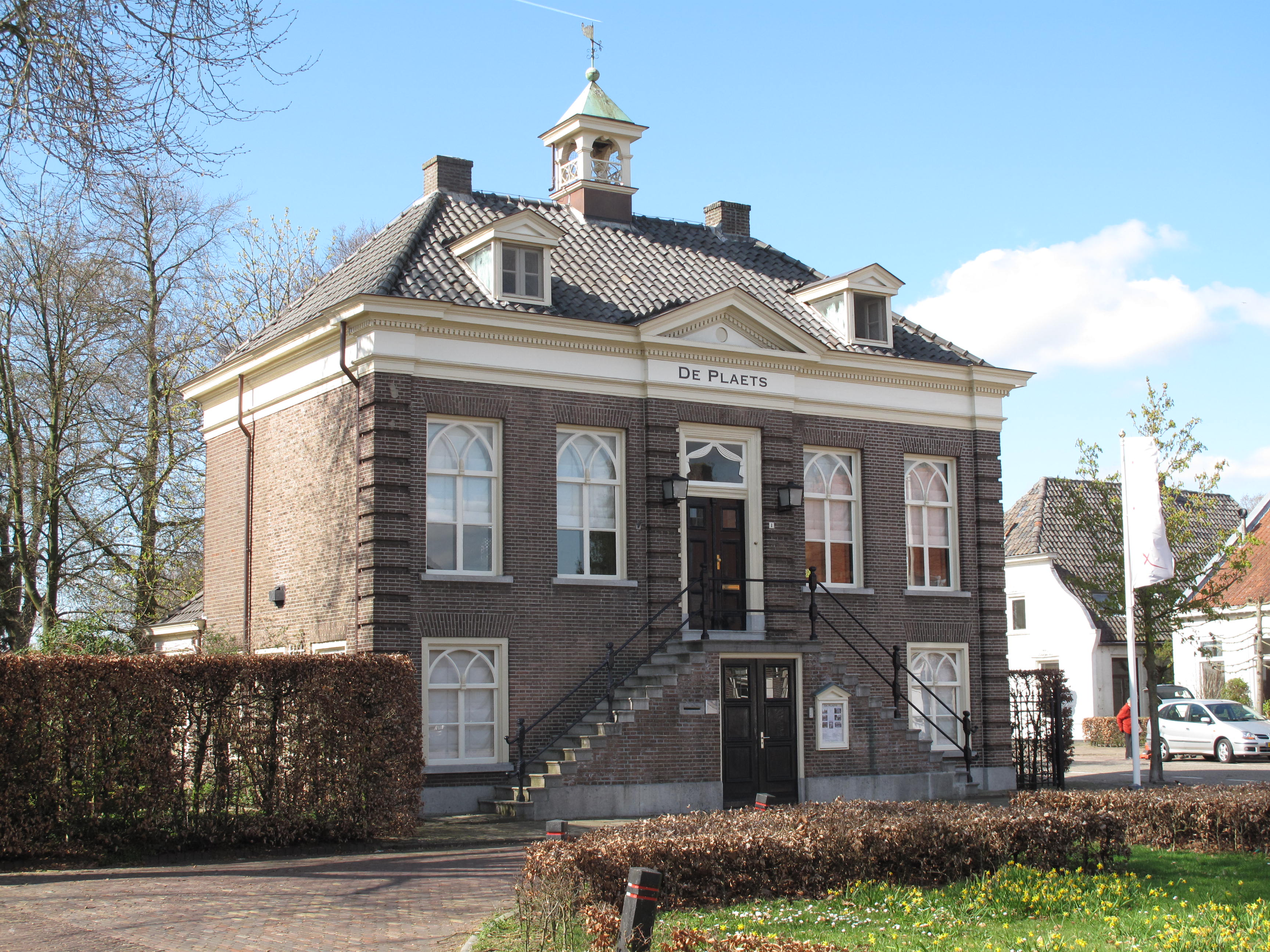
L'ancien hôtel de ville De Plaets.
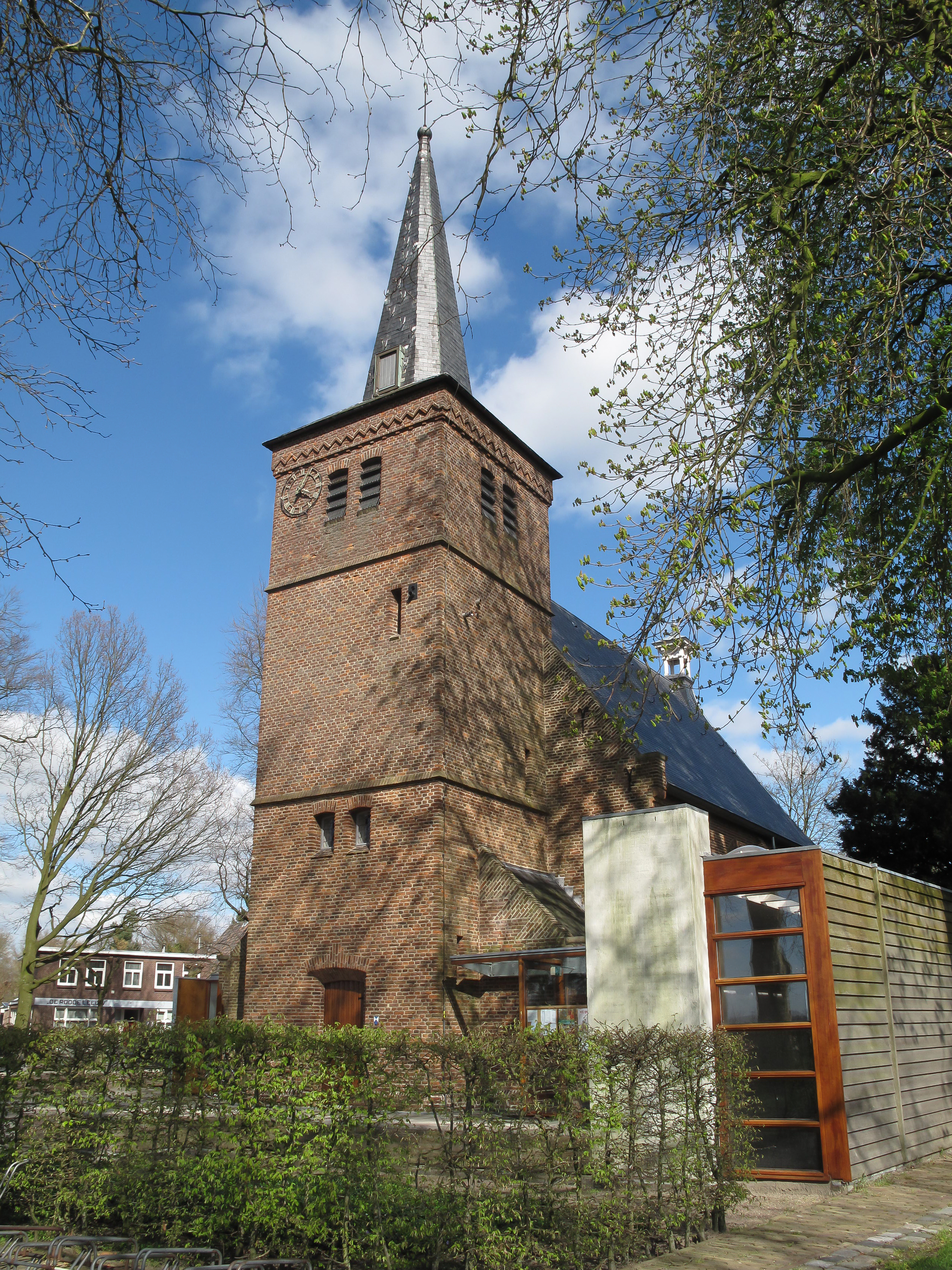
Église : de Samen op Wegkerk.
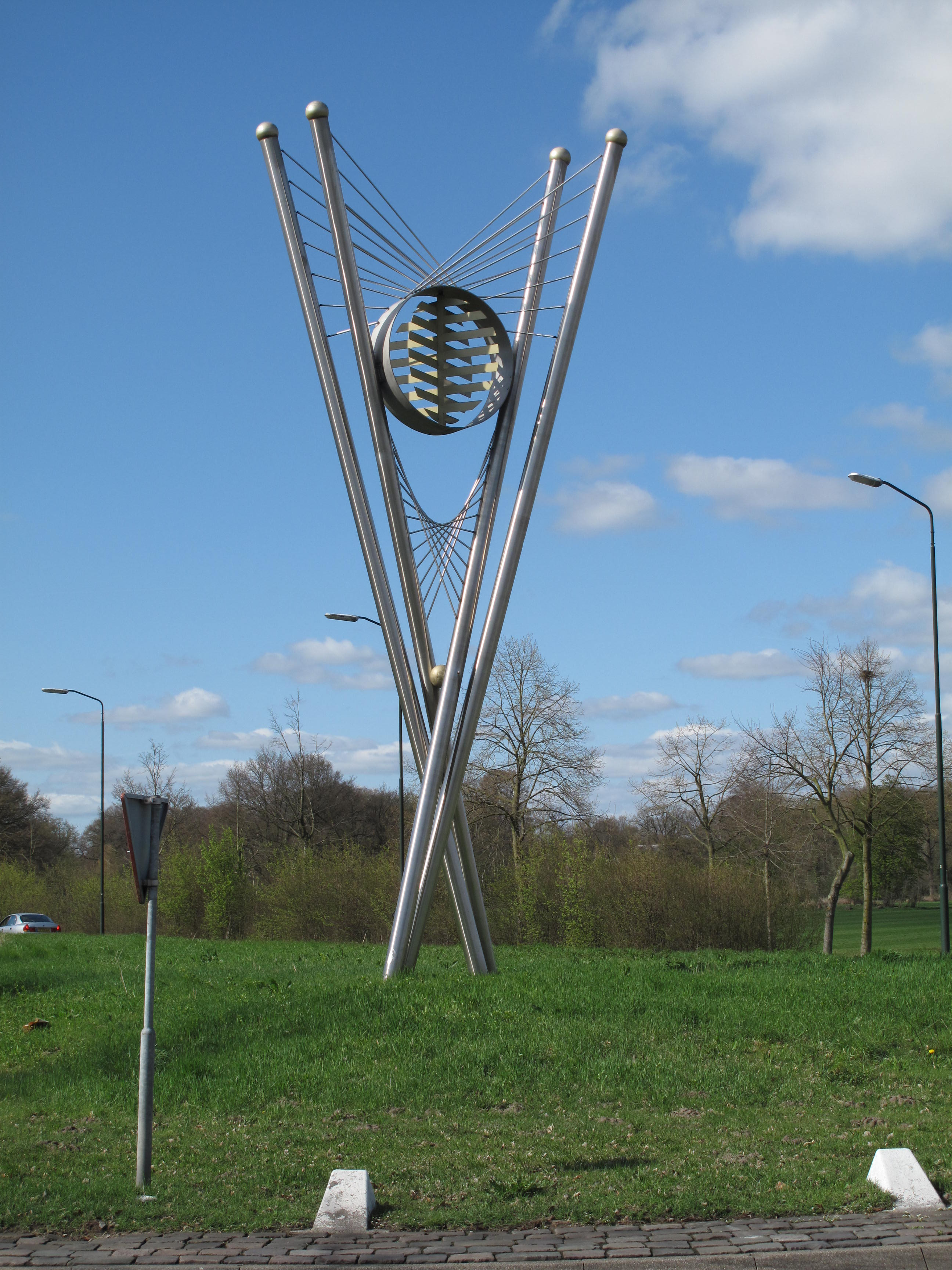
Art moderne sur rond-point : de Katapult.

## Personnalités liées à Berlicum
- Josephus Augustus Knip, peintre y finit sa vie à partir de 1840 et y sera inhumé le 1er octobre 1847[1].
- Miriam Oremans, joueuse de tennis

### Particularités
- Berlicum possède la seule usine de production de lait de chamelle en Europe légalement habilitée à vendre et écouler son produit au sein de l'UE : Kamelenmelkerij Smits[2],[3].